# Maria Sławek
Maria Sławek (ur. 24 lutego 1988 w Gdańsku) – polska skrzypaczka, solistka i kameralistka wykonująca zróżnicowany repertuar klasyczny i współczesny, doktor habilitowana sztuk muzycznych.

## Życiorys

### Wykształcenie
W wieku czterech lat rozpoczęła naukę gry na skrzypcach. W latach 2003–2006 była podopieczną Krajowego Funduszu na Rzecz Dzieci. W 2006 ukończyła Ogólnokształcącą Szkołę Muzyczną im. F. Nowowiejskiego w Gdańsku, w klasie prof. Krystyny Jureckiej. W tym samym roku podjęła studia na Akademii Muzycznej w Krakowie, w klasie prof. Wiesława Kwaśnego, które ukończyła z wyróżnieniem w 2011. W 2009 była stypendystką fundacji Sapere Auso, w 2010 i 2013 – stypendystką Ministra Kultury i Dziedzictwa Narodowego. W 2011 otrzymała stypendium Prezydenta Miasta Krakowa dla Młodych Twórców Kultury oraz stypendium Fundacji Grazella. Studiowała kameralistykę u prof. Janiny Romańskiej-Werner. Następnie, latach 2012–2013 była uczennicą prof. Dory Schwarzberg na Universität für Musik und Darstellende Kunst w Wiedniu. Ponadto pobierała lekcje u profesorów Kai Danczowskiej, Maksima Wiengierowa i Wandy Wiłkomirskiej.

### Działalność akademicka i społeczna
W 2015 doktoryzowała się na Akademii Muzycznej w Krakowie na podstawie pracy napisanej pod kierunkiem prof. Wiesława Kwaśnego, poświęconej utworom na skrzypce i fortepian Mieczysława Wajnberga. W 2019 ukończyła podyplomowe studia polsko-żydowskie w Instytucie Badań Literackich Polskiej Akademii Nauk w Warszawie. W 2020 habilitowała się na podstawie dorobku naukowego oraz płyty Rejoice.

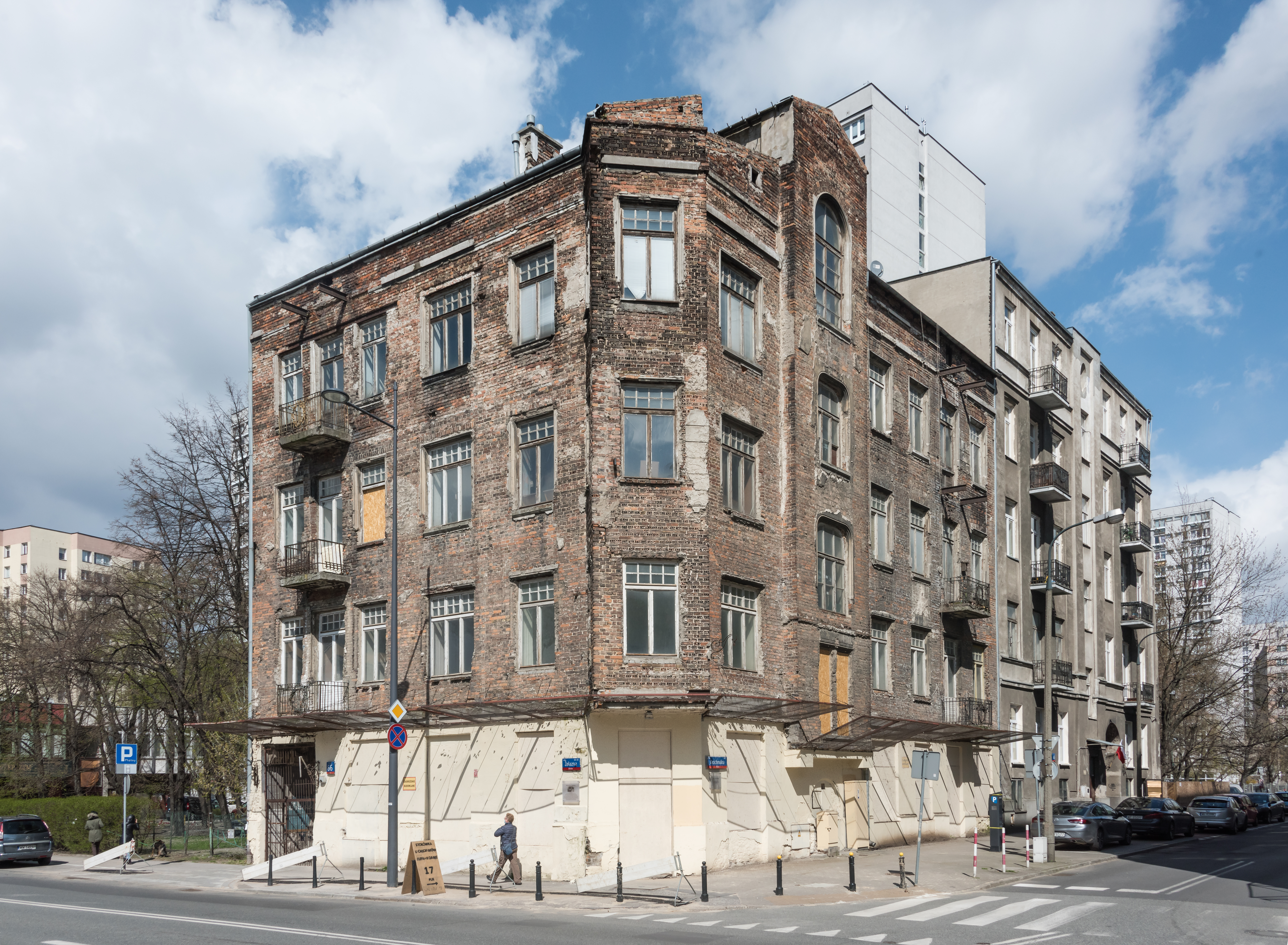
Kamienica przy ul. Żelaznej 66 w Warszawie 2021. Dom gdzie mieszkał Mietek Wajnberg.

W 2011 podjęła pracę jako asystent na Akademii Muzycznej w Krakowie, gdzie została prowadzącą klasy skrzypiec przy Katedrze Skrzypiec i Altówki. Wyspecjalizowała się w zakresie muzyki kompozytorów polsko-żydowskich, zwłaszcza Mieczysława Wajnberga, na temat którego opublikowała szereg prac. W 2020 była współzałożycielką Fundacji „Instytut Mieczysława Wajnberga” z siedzibą w Warszawie.

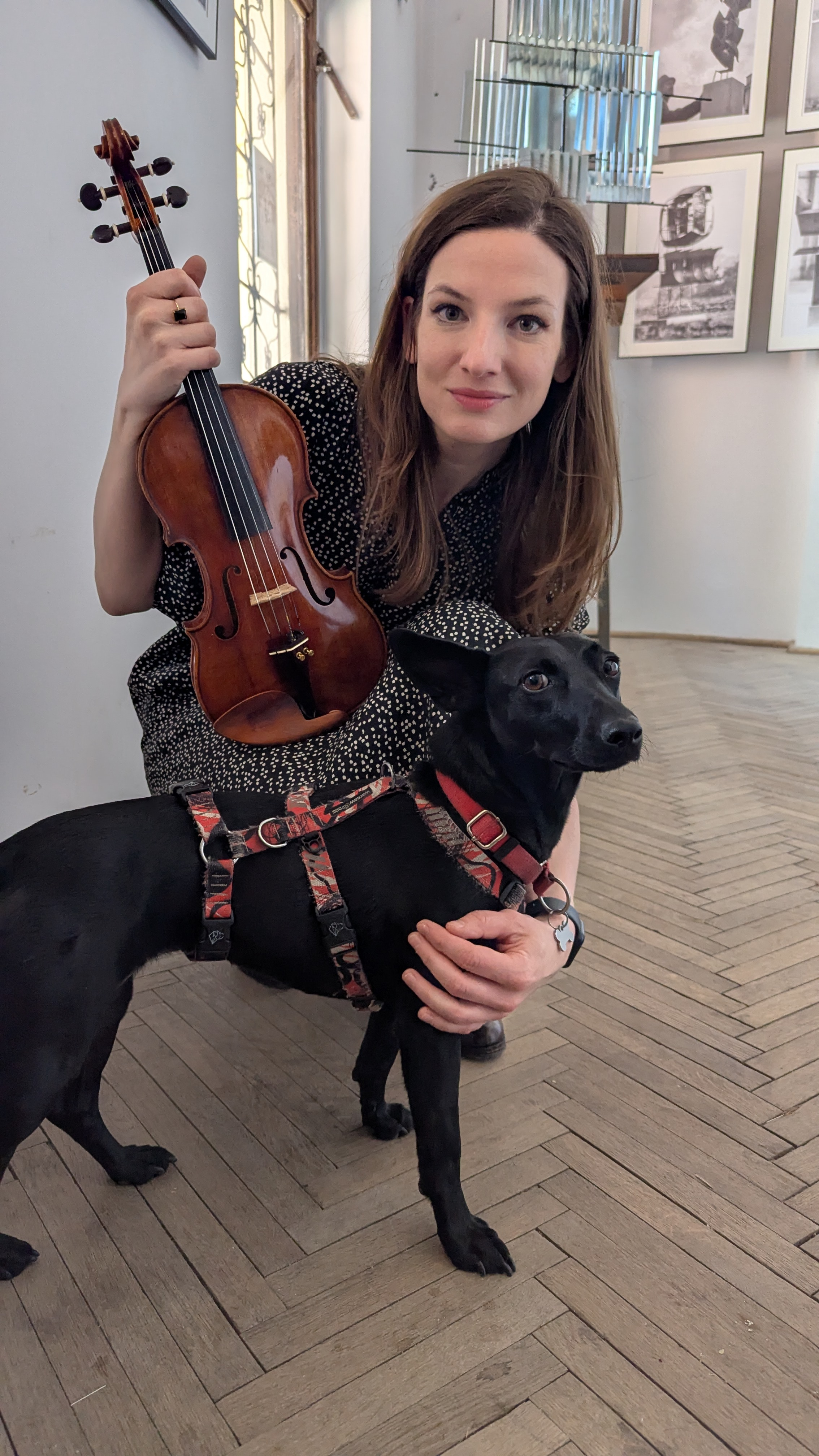
Maria Sławek i pies Dyzia w pracowni Jarnuszkiewiczów na Nowym Mieście w Warszawie

### Działalność artystyczna i koncertowa
Od 2007 tworzy duet z pianistą Piotrem Różańskim, a od 2009 występuje w sekstecie z Anną Marią Staśkiewicz, Katarzyną Budnik, Arturem Rozmysłowiczem, Marcinem Zdunikiem i Rafałem Kwiatkowskim.
Koncertowała w szeregu krajów europejskich oraz w USA i Brazylii. W latach 2017–2018 była artystką-rezydentką Filharmonii im. Karola Szymanowskiego w Krakowie. Gra na instrumencie Charles`a François Ganda z pracowni Nicolasa Lupota (Paryż 1817). 

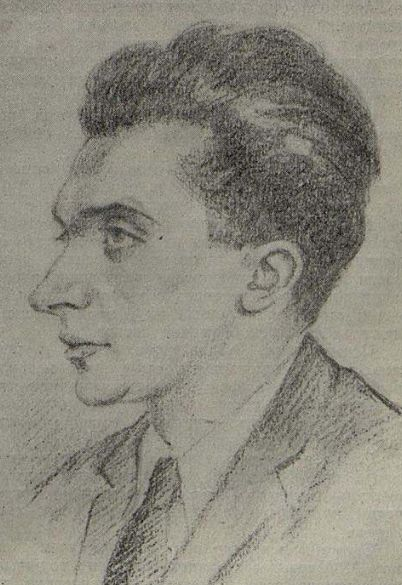
Mieczysław Weinberg

## Dyskografia
- Schumann, Prokofiew (w duecie z Piotrem Różańskim), Grupa Twórcza Castello 2013 (R. Schumann, Sonata na skrzypce i fortepian d-moll nr 2 op. 121; S. Prokofjew, Sonata na skrzypce i fortepian f-moll nr 1 op. 80);
- Mieczysław Weinberg (w duecie z Piotrem Różańskim), CD Accord 2014 (M. Weinberg, IV Sonata na skrzypce i fortepian op. 39; Sonatina na skrzypce i fortepian op. 46; V Sonata na skrzypce i fortepian op. 53);
- Rejoice (w duecie z wiolonczelistą Marcinem Zdunikiem), CD Accord 2019 (reedycja jako podwójny album winylowy: 2020); utwory: J.S. Bach, 15 Inwencji dwugłosowych w wersji na skrzypce i wiolonczelę; E. Ysayë, Sonata a-moll op. 27 nr 2; K. Penderecki, Ciaccona in memoriam Giovanni Paolo II; S. Gubaidulina, Sonata Freue dich!.

## Patrz też
- Strona sieciowa Teatru Wielkiego[2].

## Wyróżnienia
- Nagroda Jerzego Katlewicza przyznawana wyróżniającym się studentom Akademii Muzycznej w Krakowie (2007)[2][3];
- Nagroda The Georg Solti Foundation[2].